# 仝开锦
仝开锦（1934年—），曾用名王兴隆，男，回族，安徽和县人，中华人民共和国政治人物，曾任宁夏回族自治区政协副主席，中共宁夏回族自治区党委统战部部长。